# ジムナーカス
ジムナーカス（学名：Gymnarchus niloticus） は、ギュムナルクス科に属する魚の1種。本種のみでギュムナルクス科およびギュムナルクス属を構成しており、一科一属一種のモノタイプの種である。Aba Abaとも呼ばれる。日本語表記はギュムナルクス、ギムナルクスなど揺れがあるが、主にジムナーカスの呼称が古くから定着している。腹鰭や臀鰭は無く、尾はネズミの尾のように細長い。長い背鰭を使って泳ぎ、体を直線に保って移動する。一定の弱い電場を発生させることで、獲物の位置を特定する。成魚は全長1.6m、体重19kgに達する。
1950年、動物学者のハンス・リスマンは、ジムナーカスが明らかに視覚以外の感覚に頼って、前にも後ろにも同じように泳げることに気が付いた。彼はこの魚が電気受容によって獲物を見つけることができることを実証し、この発見は魚では初めての例であった。
西アフリカでは食用とされており、分布域は広いが点在している。地域の祝賀会や結婚式で贈り物とされるなど、文化的にも重要である。IUCNのレッドリストでは低危険種とされているが、西アフリカでは乱獲や汚染などの人間活動により、地域的な脅威に直面している。

## 分類
1829年にジョルジュ・キュヴィエによって、単型のギュムナルクス属とともに記載された。単型のギュムナルクス科は、1859年にピーター・ブリーカーによって設立された。シノニムである Gymnarchus electricus  は、1880年にアンリ・エミール・ソヴァージュによって、G. niloticus と表記しようとして偶然生まれた。属名はギリシア語の「gymnos(裸)」と「archos(肛門)」に由来する。種小名はラテン語で「ナイル川の」を意味する。
同じ電気魚であるモルミルス科は姉妹群であり、2科ともモルミルス上科に属する。このグループは基本的に電界を発生させる能力を持つ。
| モルミルス上科   | \| モルミルス科 \| エレファントノーズ等 \| \| \| エレファントノーズ等 \| \| ギュムナルクス科 \| ジムナーカス \| \| \| ジムナーカス \| |
| 発電器官         | \| モルミルス科 \| エレファントノーズ等 \| \| \| エレファントノーズ等 \| \| ギュムナルクス科 \| ジムナーカス \| \| \| ジムナーカス \| |
| モルミルス科     | エレファントノーズ等 |
|                  | エレファントノーズ等 |
| ギュムナルクス科 | ジムナーカス |
|                  | ジムナーカス |

最も古い化石はリビアのルテシアンからのものであり、その系統は後期白亜紀にモルミルス科から分岐した可能性が高い。

## 分布
アフリカ大陸の熱帯の淡水に分布する。ナイル川、ニジェール川、ヴォルタ川、セネガル川、ガンビア川流域の湖や川、トゥルカナ湖、チャド湖に生息する。

## 形態
古代のアロワナ団の分類群の一部である。体は細長く、背側は茶色または灰色で、腹側は白色というカウンターシェーディングが見られる。体の両側に4つの小さな鰓があるものの、空気呼吸のみを行う。体の右側に肺が1つあり、喉の右側の裂け目から出ている。体は小さな円鱗で覆われる。ウナギのような遊泳方法により、開けた水中だけでなく、泥や砂の多い場所であっても効率的に泳ぐことができる。
独特な形態を持っており、腹鰭も臀鰭も無く、尾はネズミの尾のような細長い形をしている。胸鰭は小さく丸みを帯びている。背鰭は細長く、背中に沿って尾に向かって走っている。尾は鰭が無く鈍い。一般的な魚は背中と尾の大きな筋肉の力で尾を動かし、推進力を生み出。対してジムナーカスは背鰭を波打たせて推進する。背鰭の動かし方を変えることで、前方と同様に後方へ泳ぐことが可能となる。
幼魚の全長は49-72mm、体重は0.09-0.31gである。成魚は全長1.6m、体重19kgまで成長する。幼魚は大きくなるにつれて細くなる。幼魚は頭部の神経の配置が異常である。
核型は2n=34または2n=54染色体であり、異なる場所から報告されているため、2種が存在する可能性があることが示唆された。

## 生態

### 食性
幼魚・成魚ともに肉食性である。幼魚は主に水生昆虫や甲殻類を捕食する。成魚は水生昆虫(28%)や魚(27%)など様々な小動物を捕食し、カイアシ類、エビ、カニ、カエル、カタツムリも少量捕食する。底魚である。

### 繁殖
雌は単一の卵巣、雄は単一の精巣を持つ。精子には鞭毛が無く、代わりにアメーバのように動く。川の氾濫原が水面下にある水量の多い時期に、沼地で繁殖する。深さ約1-1.5mのところに直径最大1.5mの大きな楕円形の巣を作り、巣の場所としては植物が密集した沼地を好む。巣作りの材料として、洪水時にのみ利用できる水辺の植物である Echinochloa pyramidalis を使用する。産卵は洪水によって引き起こされる。雌は巣に620-1378個の卵を産む。卵は直径約4.7mmまたは5.4mm（2つの異なる個体群）で、モルミルス上科のどの種よりも大きい。性比は雄に偏っており、大型で少数の卵が確実に受精するようにしている可能性がある。Pollimyrus 属とともに、モルミルス上科の中では珍しく、親が子供を世話する。親は孵化後も幼魚を守り続ける。性比は1:1.4で、雄の方が多い。

## 電気感覚

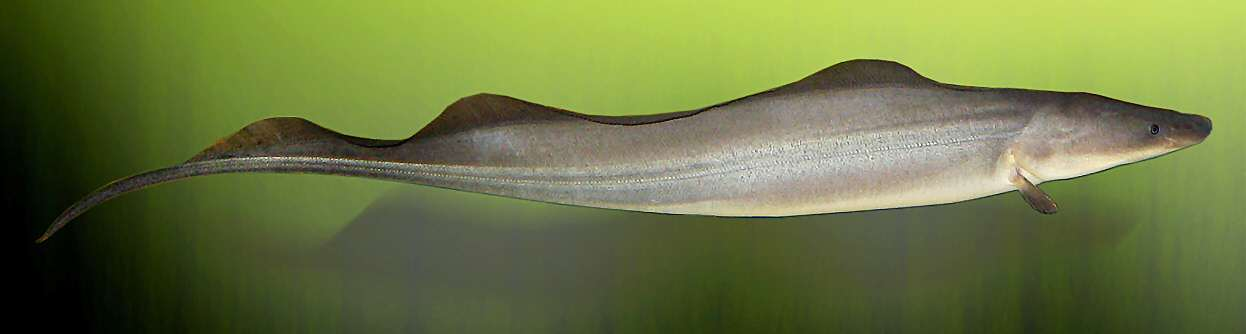
体を直線にして泳ぎ、尾ではなく背鰭で推進する。これにより安定した電場を発生させ、獲物を探知することができる。

夜行性であり、視力が弱い。そのため弱い電場を使って獲物の位置を把握して狩る。1950年に動物学者のハンス・リスマンがこれを実証した。リスマンはこの魚が前方にも後方にも同じように泳ぎ、明らかに視覚以外の感覚に頼っていることに気づいた。これが魚類の電気受容と電気発生の研究のきっかけとなった。リスマンは実験によって、ジムナーカスは暗闇でも獲物の電気伝導性のみを頼りに獲物を見つけられることを実証した。同じ方法で狩りをする近縁のモルミルス科と同様に、異常に大きな脳を持ち、電気信号を受容することができる。頭に対して尾をマイナスに帯電させる。背中を直線的に保っていれば、体の周囲に対称的な電場が生成されるため、鰭を使って泳ぐ。近くの物体が電場を歪めると、皮膚上でその歪みを感知することで、移動したり獲物を見つけたりすることができる。発電器官は横紋筋から派生したもので、発達の過程で筋繊維が太くなり、横紋が消失し、構成する電気板の正極と負極が形成される。
放電周波数が似ている個体が近くにいると、電気定位能力に影響を与える可能性がある。これを避けるために、混信回避行動で放電周波数を互いに離している。南米の電気魚である Eigenmannia は、ジムナーカスと非常によく似た感覚情報を処理し、同様に混信回避行動を行っており、収斂進化が見られる。

## 脅威と保全
保全状況はあまり明確ではない。IUCNのレッドリストでは、2019年に最新の評価が行われ、低危険種とされた。現在の個体数動向は不明である。アフリカのほとんどの国では低危険種に分類されているが、ナイジェリアでは絶滅危惧種に指定されている。ナイジェリアでのこの種の減少は、生息地の破壊、無許可で不規則な漁業、乱獲、川の近くでの人間活動によるものと考えられている。幼魚が親と一緒に捕獲されることが多く、幼魚は飼育下で死んでしまうため、この持続不可能な漁法によって個体群が危険にさらされている。継続的な地域的脅威としては、生態系ストレスと生息地の劣化がある。この原因としては、地域的な汚染（廃水、農業・林業排水）、自然の改変（ダムや水の管理と利用）、生物資源の利用（伐採や木材収穫、漁業や水生資源の採取）、気候変動（干ばつ）などが考えられる。

## 人間との関係
体が大きく肉の量も多いうえに、味も良いことから、西アフリカのいくつかの国では貴重な食料源となっている。その肉はタンパク質とエネルギーの含有量が高い。生食や燻製にすることが多く、非常に大きな卵も食べられる。急速な成長と需要のため、養殖に適した種となる可能性がある。養殖の可能性はあるものの、供給は野生個体の採集に大きく依存しており、需要に対して不十分である。
ナイジェリアや西アフリカ諸国では、文化的に重要な魚として知られている。高価な儀式用の魚とされ、ナイジェリアでは社会文化的にも大きな重要性を持っている。婚姻の儀式だけでなく、地域の祝賀行事の慣習的な儀式でも高く評価されており、求婚者から花嫁の家族への贈り物とされるほか、祝賀行事の指導者にも贈られる。
ペットとして取引されることもあり、オンラインで購入も可能だが、一般的な家庭用水槽で飼育するのは難しく、野生由来の個体であることも多い。他の魚に対して攻撃的で、顎の力が強いことから単独飼育が推奨される。視力が弱く、食べられないものでも噛み付く性質があるため、ヒーターのような器具は噛み砕いてしまう。大型の個体は人間の手にも噛み付いて大怪我を負わせるほどの力があり、メンテナンスの際に水槽に手を入れる場合は仕切りをするなど注意が必要である。
珍しい泳ぎ方はバイオミメティクスの研究にインスピレーションを与え、RoboGnilosと呼ばれる鰭を波打たせるロボットのプロトタイプが開発され、泳ぎ方の詳細な調査が可能となった。